# Biserica de lemn Sfântul Dumitru din Rudești
Biserica de lemn „Sfântul Dumitru” din Rudești este un lăcaș de cult ortodox construit în anul 1792 în satul Rudești din comuna Grămești aflată în județul Suceava. Edificiul religios se află localizat în cimitirul satului și are hramul Sfântul Dumitru, sărbătorit la data de 26 octombrie.
Biserica de lemn „Sfântul Dumitru” din Rudești a fost inclusă pe Lista monumentelor istorice din județul Suceava din anul 2015 la numărul 398, având codul de clasificare  SV-II-m-B-05635.

## Istoricul bisericii
Satul Rudești a fost întemeiat în secolul al XVI-lea pe malul râului Verehia, istoricul Teodor Bălan (1885–1972) găsind un document din 2 aprilie 1623 prin care domnitorul Ștefan Tomșa al II-lea i-a întărit lui Mihai Tăutul, pârcălabul Hotinului, dreptul de proprietate asupra a jumătății de sus a satului Grămești și a jumătății de jos a satului Rudești. Numele satului este menționat și în alte documente: 18 iunie 1672, 1727 (când jumătate a satului era stăpânită de boierul Constantin Palade), 24 iunie 1739, 3 decembrie 1782.
Un document din 1769 menționează că un oarecare părinte Benedict, egumenul Mănăstirii Moldovița, a fost trimis de Divanul boieresc din Moldova la împărăteasa Ecaterina a II-a a Rusiei, el găsind aici moșia unui boier pe nume Stârcea.
Biserica de lemn din Rudești a fost construită la sfârșitul secolului al XVIII-lea, acest lucru fiind atestat de inscripția "1792" de pe unul dintre clopotele bisericii. Conform Cronicii parohiei, ctitorii bisericii provin din familia boierească Stârcea, acest lucru fiind susținut și de înmormântarea în lăcașul de cult la mijlocul secolului al XX-lea al unui descendent al familiei Stârcea, privilegiu îngăduit doar ctitorilor și descendențiloir acestora.
Biserica a fost refăcută în anul 1945, modificându-se parțial forma originară. Cu acel prilej, a fost tencuită pe exterior și interior, iar acoperișul a fost înlocuit cu unul nou, din tablă.
La începutul secolului al XXI-lea s-au efectuat noi lucrări de consolidare și restaurare a lăcașului de cult. A fost adăugat un pridvor în dreptul intrării de pe latura sudică, cu acoperiș țuguiat. Pereții exteriori au fost placați cu scânduri mici tratate împotriva incendiilor și cariilor, dându-se jos tencuiala. De asemenea, s-a înlocuit acoperișul din tablă cu unul nou.

## Arhitectura bisericii
Biserica Sfântul Dumitru din Rudești este construită în plan triconc (în formă de cruce), având abside laterale dreptunghiulare și absida altarului poligonală, iar pereții nordic și sudic alungiți. Edificiul are pereții din bârne de brad cioplite și îmbinate, aceștia fiind placați cu scânduri mici tratate împotriva incendiilor și cariilor. Inițial acoperită cu șindrilă, biserica are în prezent învelitoare din tablă.
Biserica este compartimentată în patru încăperi: pridvor, pronaos, naos și altar. În biserică se intră printr-un pridvor aflat pe latura de sud și adăugat în ultimii ani. Tavanul este drept, fiind străpuns în naos și altar de câte o cupolă de plan poligonal. Între naos și pronaos se află doi stâlpi de 0,25x0,95 metri și 2 metri înălțime, cu un capitel de 0,55 metri, cu fețele rotunjite, care susțin o grinză transversală, în care s-au făcut decupări după linii curbe, înlănțuite în golul central de trecere și care este împodobită cu un simț artistic remarcabil.
Monumentul prezintă numeroase elemente decorative sculptate în lemn. Printre acestea sunt de menționat catapeteasma, un policandru din lemn strunjit, policrom, precum și grinda despărțitoare dintre naos și pronaos, acestea provenind din vechea biserică.

## Turnul clopotniță
În cimitirul satului se intră printr-un turn clopotniță de zid construit în anul 1943 de către Alice Stîrcea în memoria fiului său, locotenent aviator Alexandru Stîrcea. Pe o placă de marmură prinsă pe turn este următoarea inscripție: "+ Clopotniță ridicată în 1943 de Dna Alice Stîrcea în memoria fiului său locot. av. Sandu Stîrcea". Turnul clopotniță a fost renovat în anul 1969, după cum atestă o inscripție de pe zid.
Alexandu Stârcea era de profesie judecător, dar a absolvit Școala de ofițeri aviatori, obținând gradul de locotenent aviator. Deși fusese mobilizat pe loc datorită funcției sale de magistrat, Alexandru Stârcea și-a folosit toate relațiile pentru a pleca pe front, fiind încorporat în Flotila 3 Informație din Escadrila 113, efectuând misiuni de recunoaștere în liniile inamice. La data de 3 septembrie 1942, a primit misiunea de a zbura în recunoaștere pe un avion "IAR 38" în sudul Kubanului. În urma unei lupte aeriene din apropierea localității Slavinskaia, avionul lui a luat foc și s-a prăbușit în flăcări, iar lt. Alexandru Stârcea și adjutantul Ion Tomag și-au pierdut viața, mitraliorul de la bord murind și el peste doar două zile. Cei doi aviatori morți pe loc au fost înmormântați în locul în care s-a prăbușit avionul. Lt. Alexandru Stârcea a fost ridicat post-mortem la gradul de căpitan aviator, devenind și Cavaler al Ordinului "Virtutea Aeronautică cu Spade".
La ordinul generalului aviator Ionescu-Râmnic, doi ofițeri aviatori au fost trimiși pentru a localiza mormântul celor doi eroi și a aduce corpurile lor pentru a fi înmormântate cu onoruri în Cimitirul Eroilor Militari din Rostov.
Corpurile carbonizate ale celor doi eroi au fost aduse în orașul Rostov, unde erau așteptate de președintele Înaltei Curți de Justiție, care era tatăl lui Alexandru Stârcea, care a efectuat identificarea după o lucrare din aur pe partea stângă a danturii. Cele două corpuri au fost puse în sicrie din tablă de zinc, ale căror capace au fost sudate și au fost depuse în bisericuța din Rostov. Sicriul lui Alexandru Stârcea a fost pus într-un avion de transport greu "YU 52" care a luat drumul spre România, urmând să fie înmormântat la conacul familiei Stârcea din satul Stârcea (Bucovina de Nord). Corpul eroului a fost înhumat în interiorul unui vechi schit, despre care se spune că ar fi fost al lui Daniil Sihastru, lângă altar.
În noiembrie 1942, după începerea ofensivei Armatei Roșii și începerea retragerii trupelor germane și române, părinții lui Alexandru Stârcea au deshumat sicriul fiului lor și l-au adus în România, unde l-au înmormântat definitiv în incinta Bisericii "Sf. Visarion" din București, biserică ctitorită de prințesa Heraclide, mătușa eroului aviator. Motivul deshumării a fost teama de profanare a mormântului și dorința de a nu-l abandona pe teritoriul care urma să fie ocupat de sovietici.

## Imagini

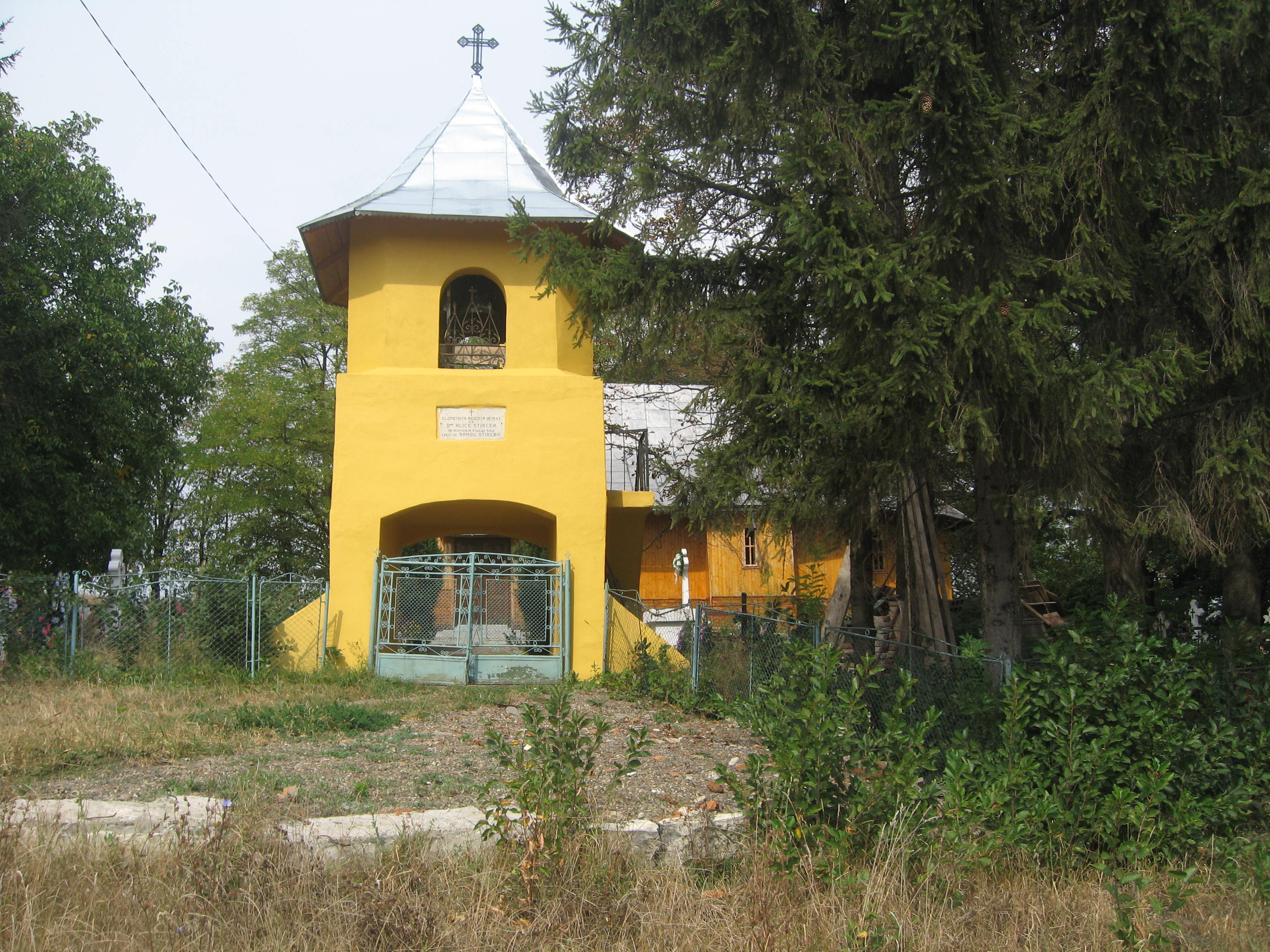
Poarta de intrare în cimitir și biserica
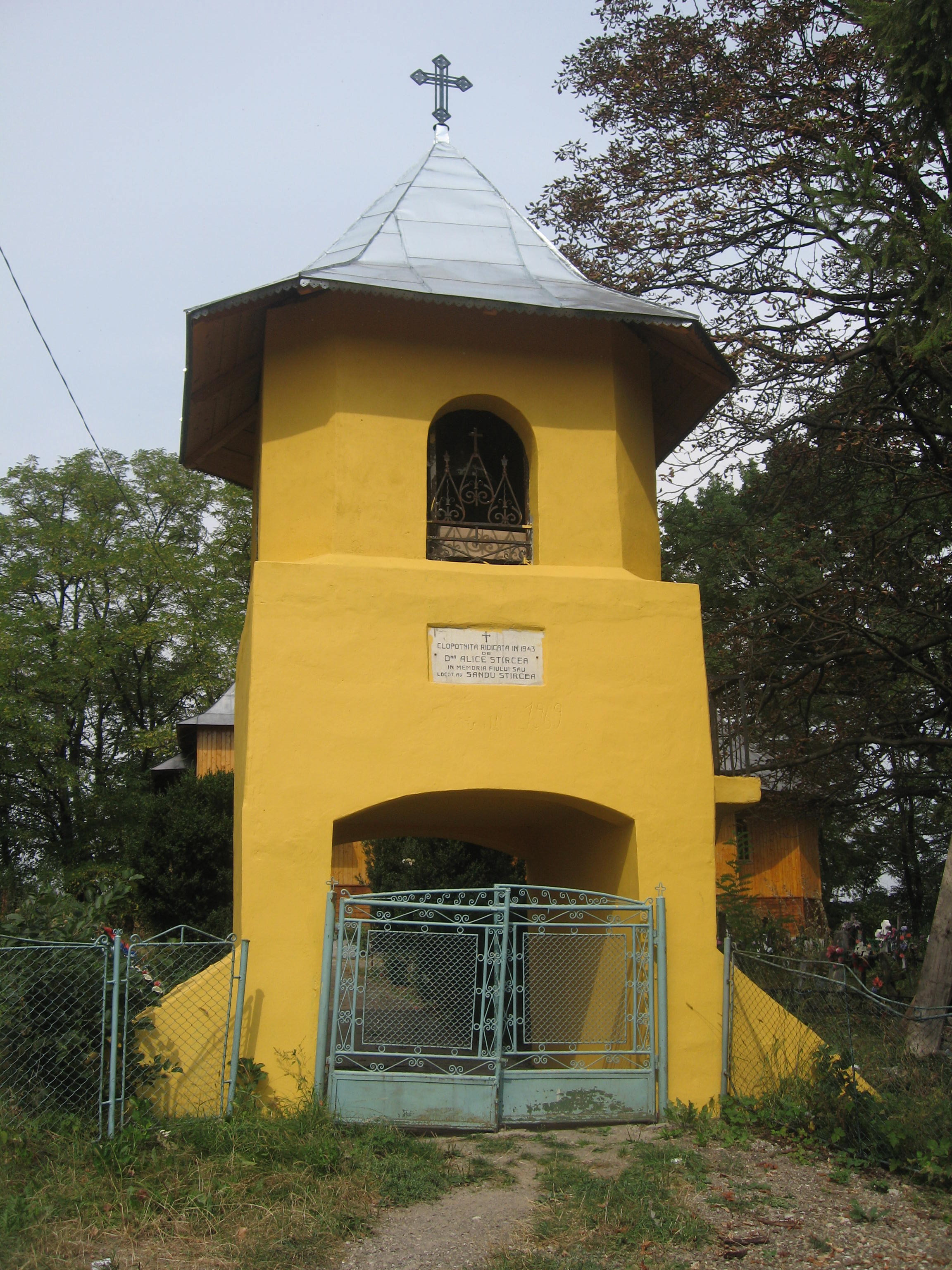
Turnul clopotniță
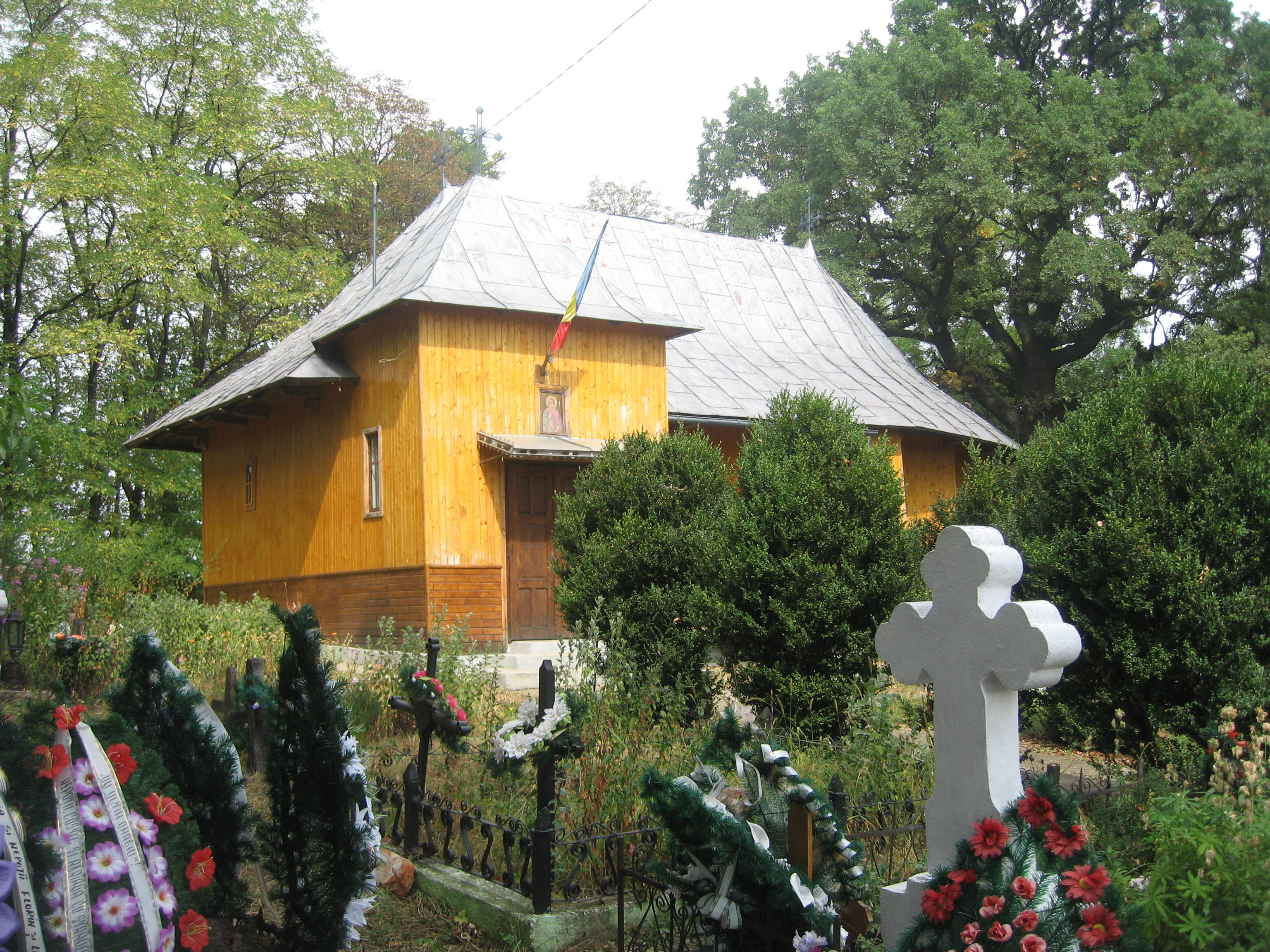
Biserica privită dinspre intrarea în cimitir
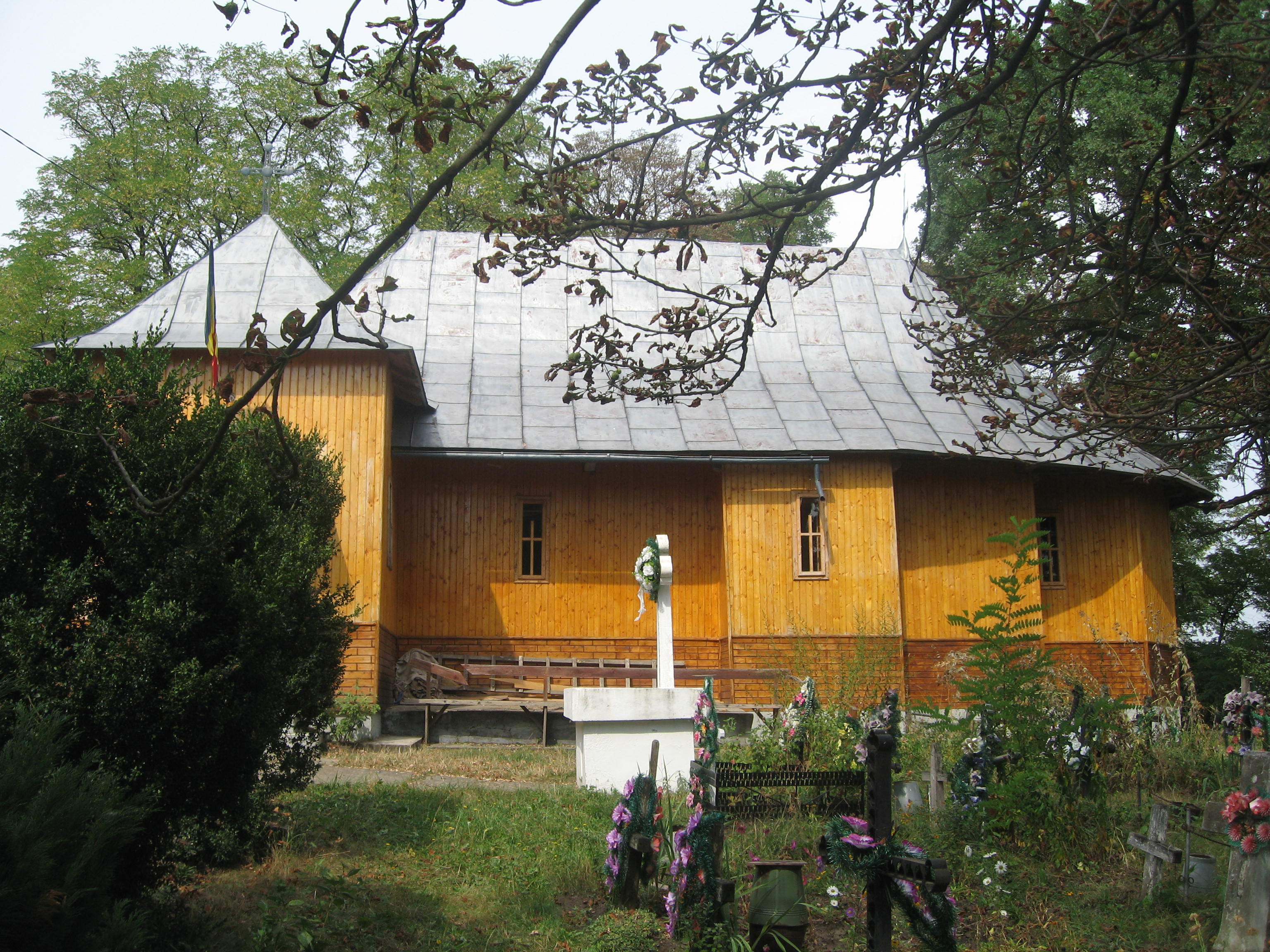
Biserica privită de pe latura sudică
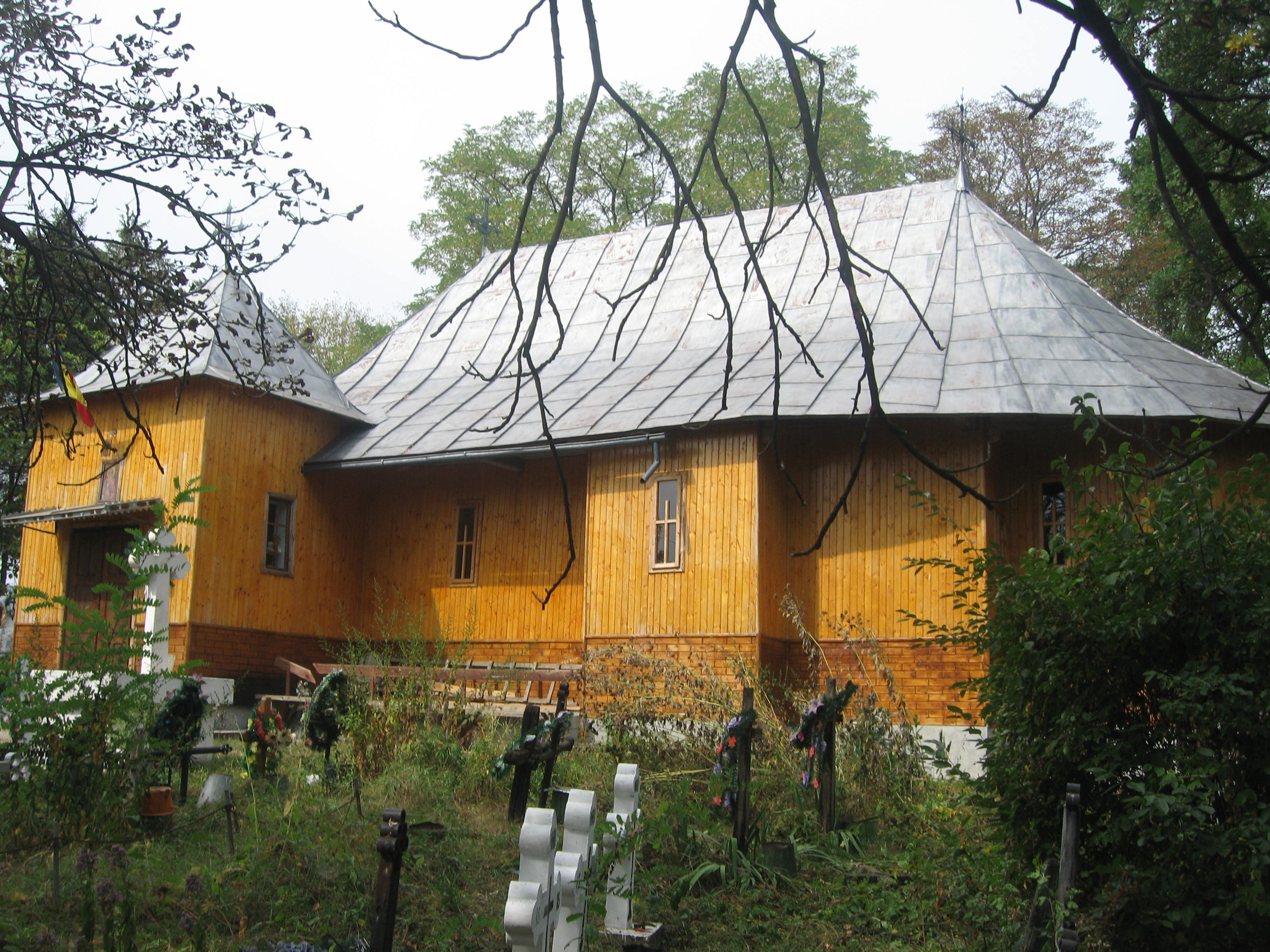
Biserica privită de pe latura sudică
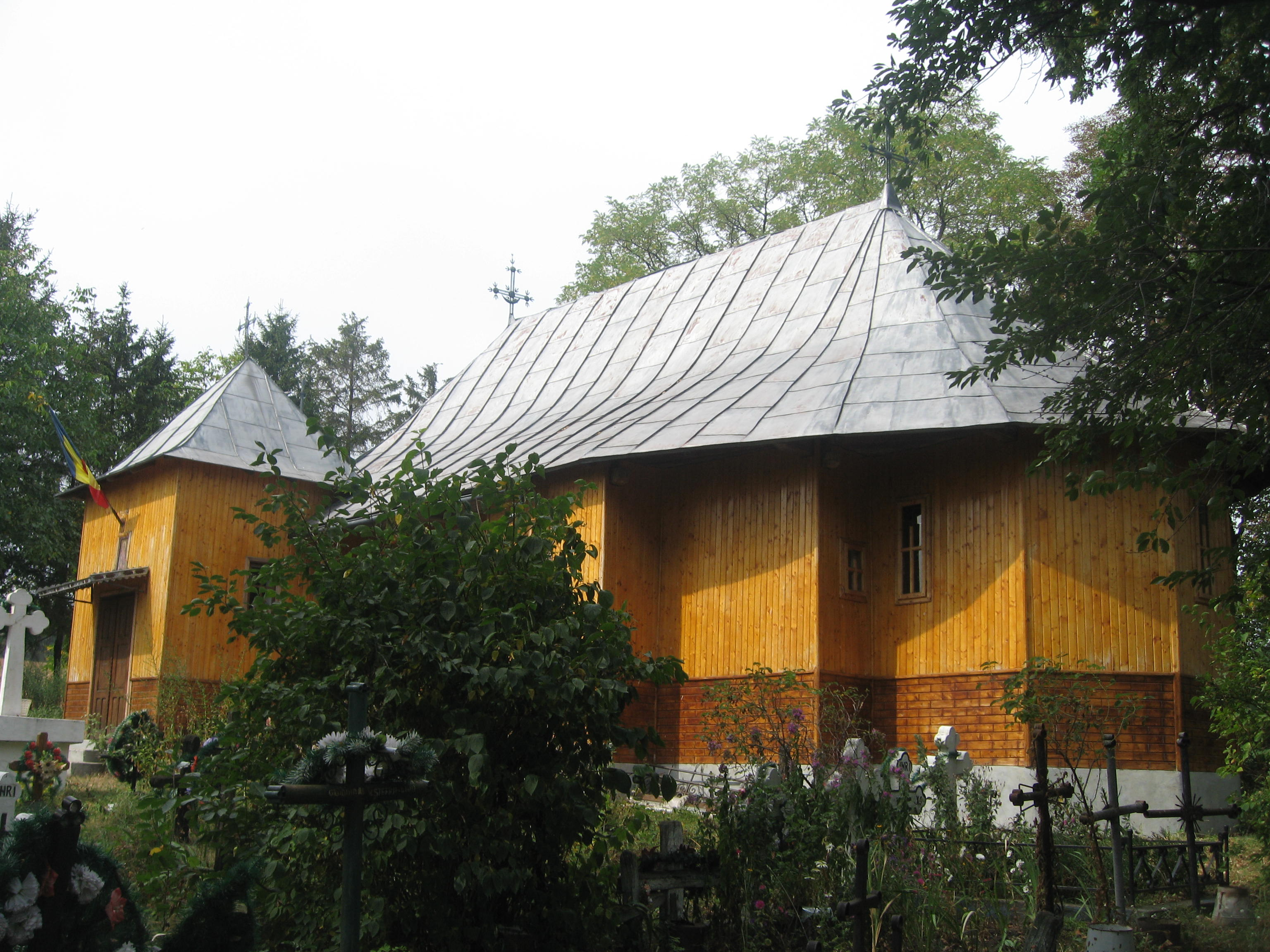
Biserica privită de pe latura sudică
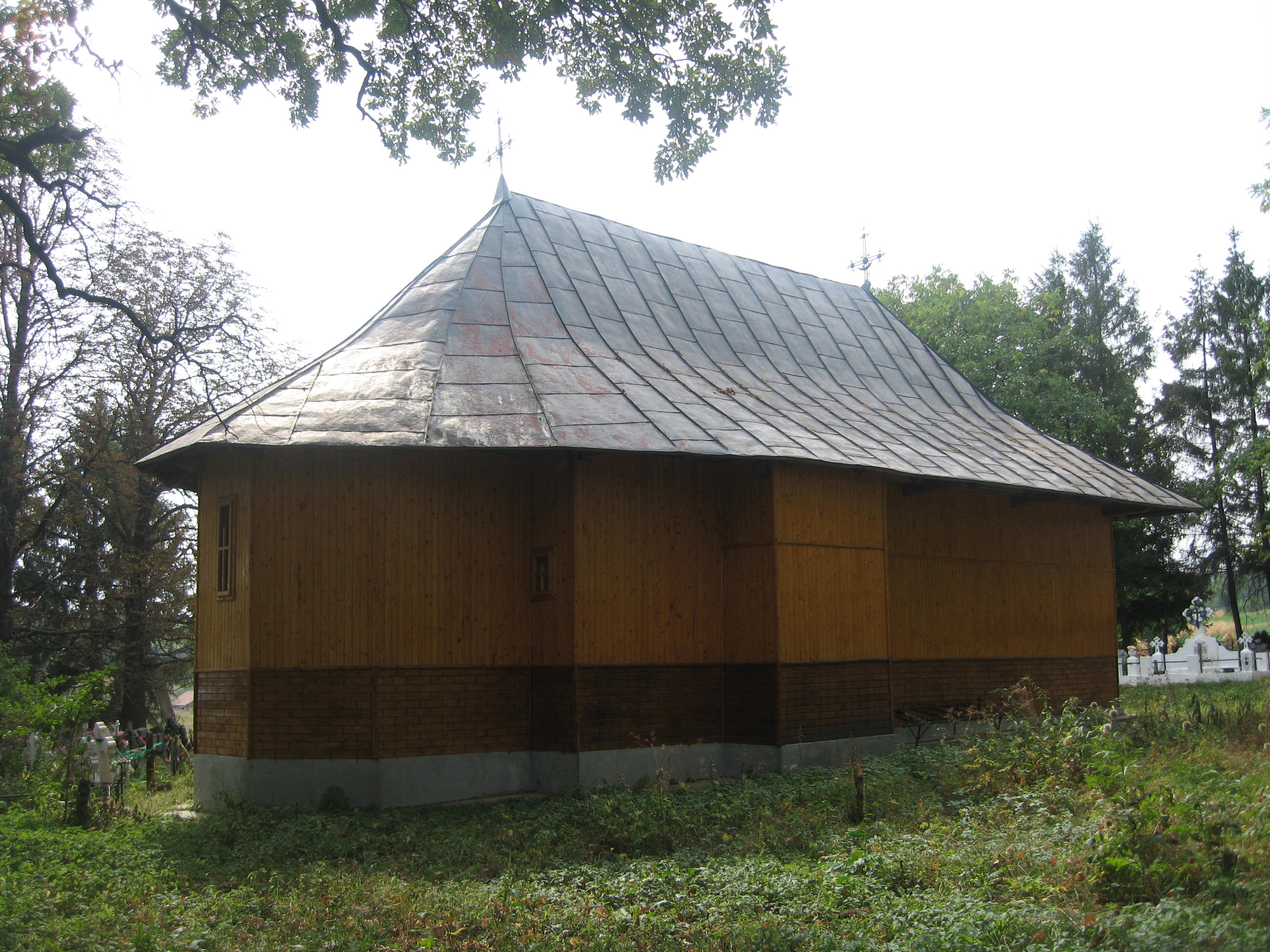
Biserica privită de pe latura nordică
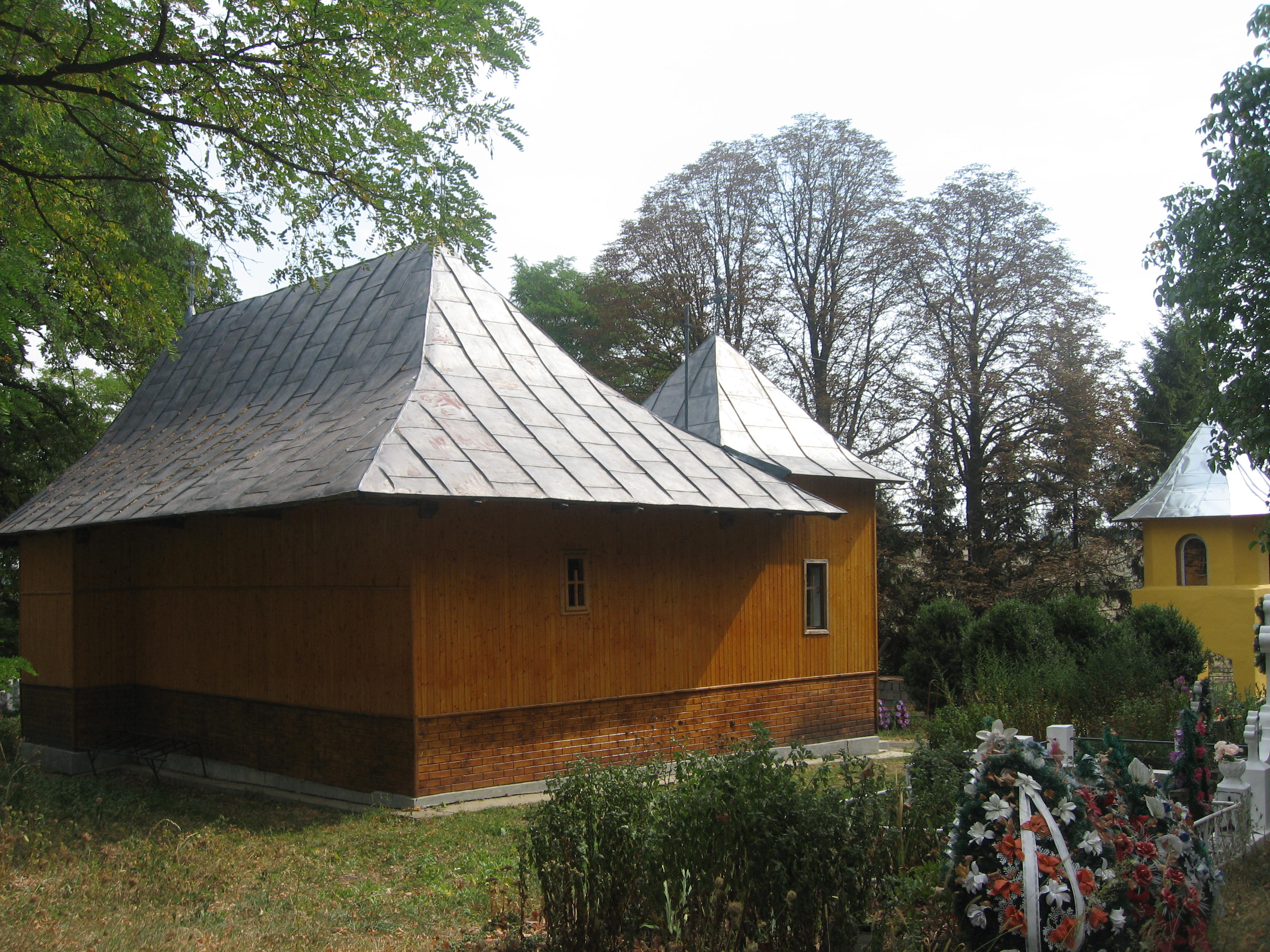
Biserica privită de pe latura de nord-vest
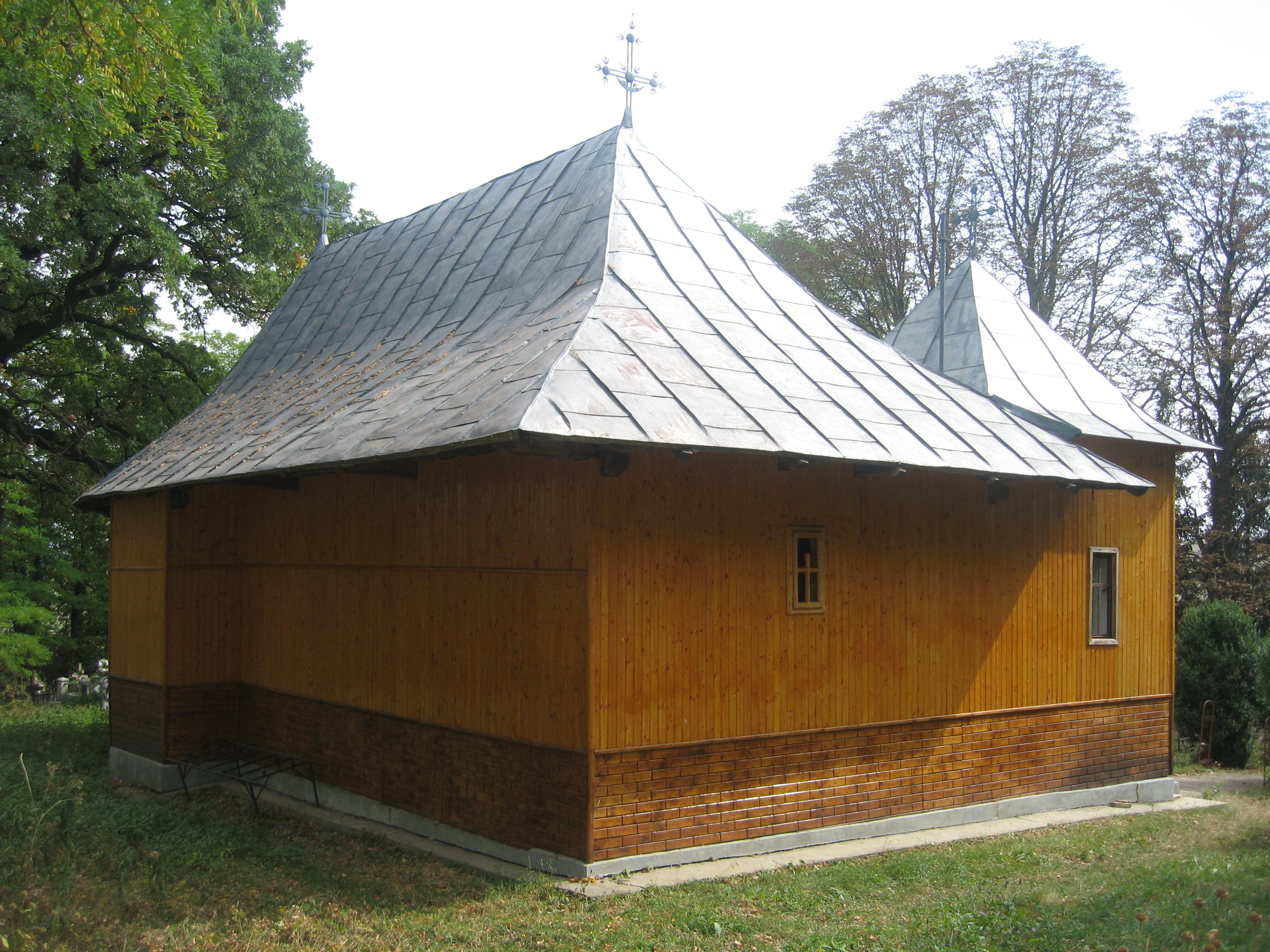
Biserica privită de pe latura de nord-vest
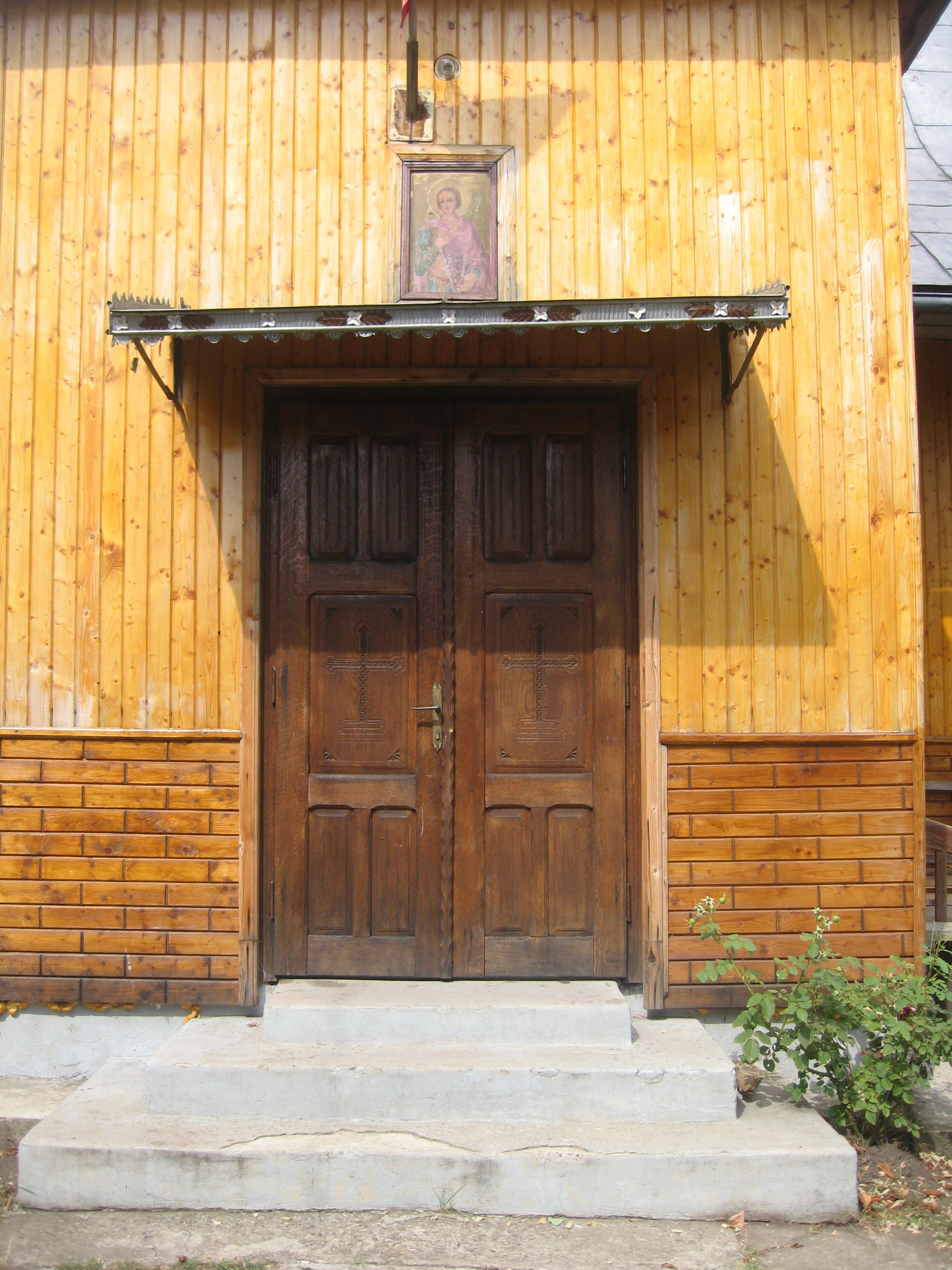
Ușa de intrare în biserică